# NewDays
NewDays（ニューデイズ）は、JR東日本クロスステーション リテールカンパニー（旧：JR東日本リテールネット）が運営する、日本のコンビニエンスストア。おもに東日本旅客鉄道（JR東日本）の鉄道駅に出店している。2014年4月の新デザイン導入前まではNEWDAYSと全てアルファベット大文字表記であった。
大別すると、「NewDays」と「NewDays ミニ」、さらにキオスクとの融合店舗（後述）である「NewDays KIOSK」の三種がある。

## 概要
「駅からはじまる、あたらしいまいにち」のコンセプトをキーワードに、JR東日本の経営計画『ニューフロンティア21』における「ステーションルネッサンス」を実現するため、2001年4月1日にジェイアール東日本コンビニエンス株式会社と東日本キヨスク株式会社が合併した。
「NewDays」「NEWDAYS」はジェイアール東日本コンビニエンス株式会社が展開していた「JC」が、「NewDays ミニ」「NEWDAYS ミニ」は東日本キヨスク株式会社が展開していた小型コンビニ業態店「ミニコンビ」が前身。
近年は特に区別されていないがミニ店はNewDays ミニ船橋5号→「NDミニ船橋5号」のようにレシートに「NDミニ ○○（駅名）×号」と表記される。ただし、合併後に開店した店舗では、NewDays 船橋→「ND船橋」のように実質ミニ相当でも店名にミニを含まない場合も多いが、店舗周辺で納品を待つ番什などに貼付された伝票上の「NDM船橋5」「NDM船橋」など。Mはミニを意味するMが付与され内部的には区別されている。
駅売店の出自から店舗数は約500と少ないが、一日の平均売上高は57万円/店舗と業界最大手のセブン-イレブンに次いで2位である。年間売り上げは1000億円とセーブオンやスリーエフといった中小コンビニよりも上回っている。オリジナル商品の開発にも積極的で、2016年時点では調理パン「Panest」シリーズ、菓子およびカウンターコーヒーの「EKI na CAFE」シリーズのほか、大手食品メーカーと共同開発したPB商品も発売されている。
初期は下記写真など東日本キヨスクが運営して「NEWDAYS by KIOSK」など表記したが、東日本キヨスクがJR東日本リテールネットへ社名変更し、その前日の閉店後に「by KIOSK」表記が消去された。
レジ袋削減のため、2006年末から2007年1月までキャンペーン期間中にSuicaで400円以上の会計でSuicaエコバッグがプレゼントされた。これを次回の買い物の際にレジ袋の代わりとして持参するとシールが貰え、20枚貯まると50円値引きされた。一方、Suica電子マネーの利用によるキャンペーンの実施は期間限定で続き、2023年現在では特定曜日にJRE POINT（Suicaポイントの後身）を通常の2 - 5倍付与するキャンペーンを実施している。
2004年4月1日の消費税総額表示変更に伴い全て1円単位の内税方式に統一されたが、それ以前は消費税の計算方法が異なり、NEWDAYSが1円単位の外税方式、NEWDAYS MINIがキヨスクに準じて5円単位の内税方式で、同じ商品でも値段が異なっていた。

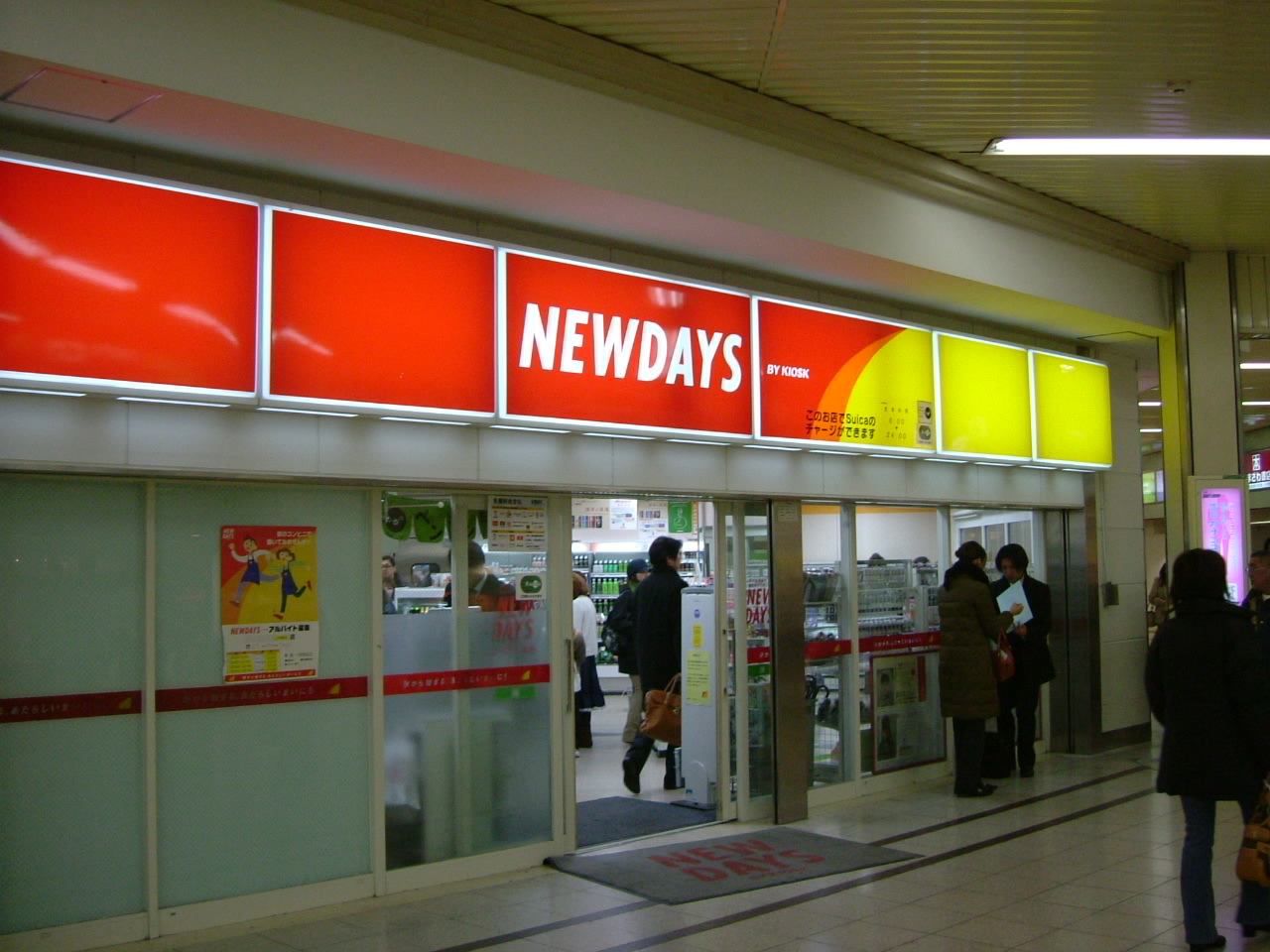
蒲田駅の「NEWDAYS by KIOSK」（2007年）
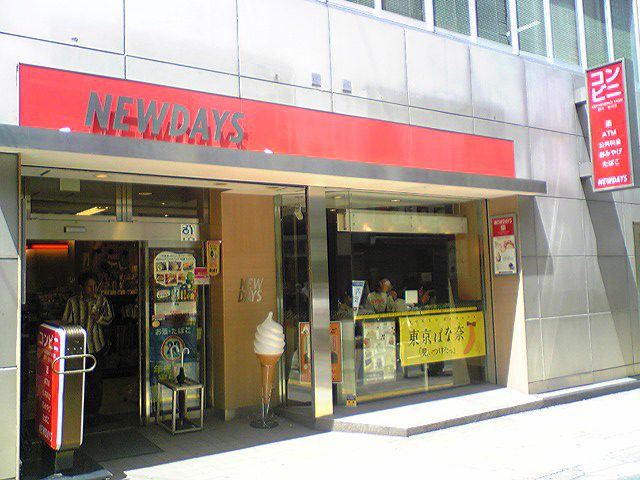
試験的に導入された旧デザインのNEWDAYS新宿西口店（2010年）
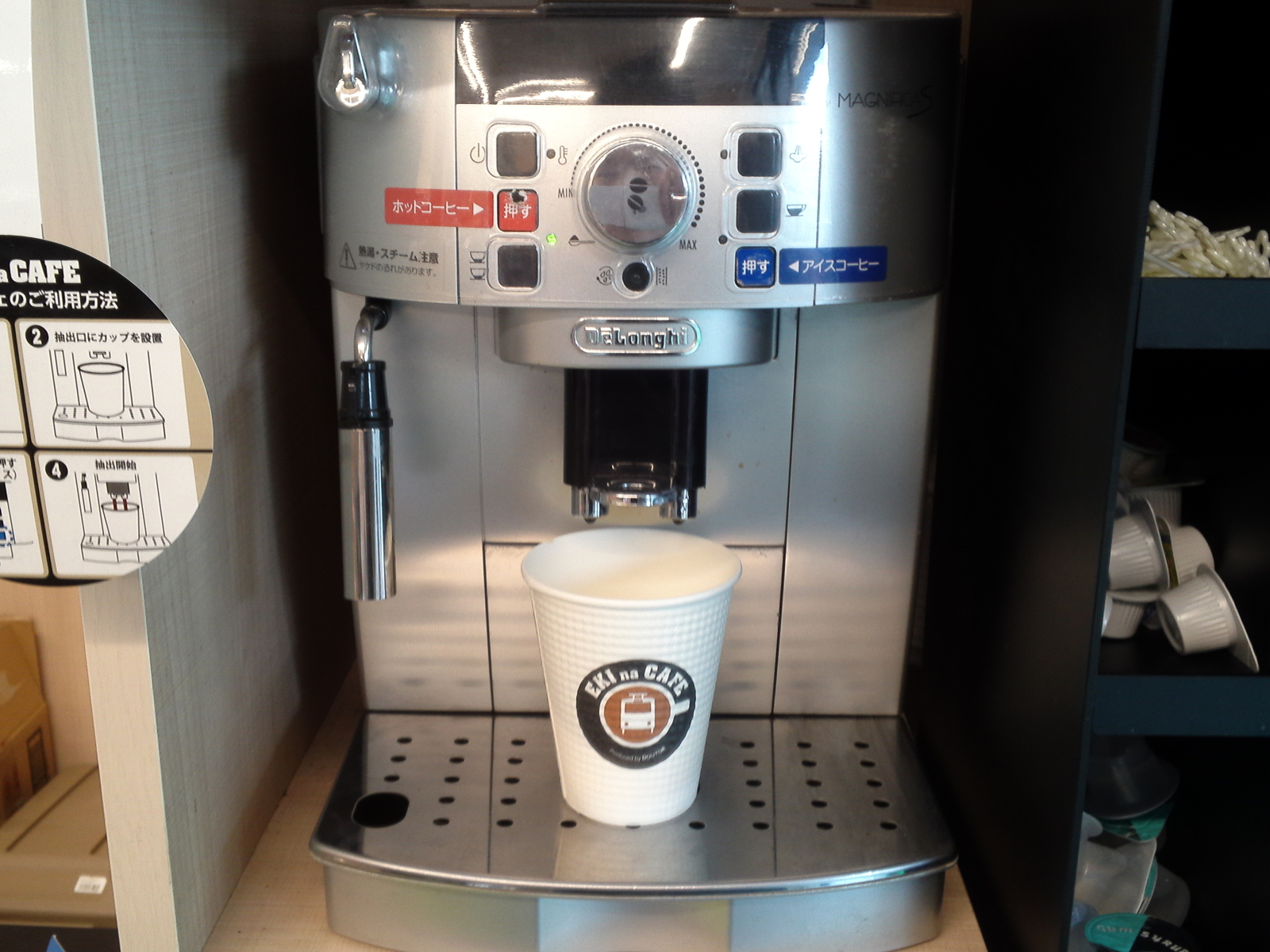
EKI na CAFE（NewDays船橋改札外南店）

### キオスクとの融合店舗
2015年3月14日からキオスクの一部店舗を順次新業態『NewDays KIOSK』（内部的な略称はNDK）に転換している。キオスクをNewDaysのマイクロショップとして、キオスクのコンパクトでスピーディな点とコンビニの鮮度が高く幅広い商品を買いやすい点の双方の利点を生かした店舗である。“キオスクのマイクロコンビニ化”の扱いで、NewDaysの公式サイトではなく、キオスクの公式サイトで店舗が扱われている。既存のキオスクのままでNewDaysのおにぎりやパンを取扱う店舗も増えている。
2010年10月付で、NewDaysとキオスクの営業部隊は「コンビニエンス営業部」として統合済みでその段階で一部のキオスクがNEWDAYS（当時）に転換された店舗もあり、融合化は必然的な流れと言え、そのうちのさらに一部が本業態に再転換されたものもある。円単位の外税方式、NEWDAYS MINIがキヨスクに準じて5円単位の内税方式で、同じ商品でも値段が異なっていた。

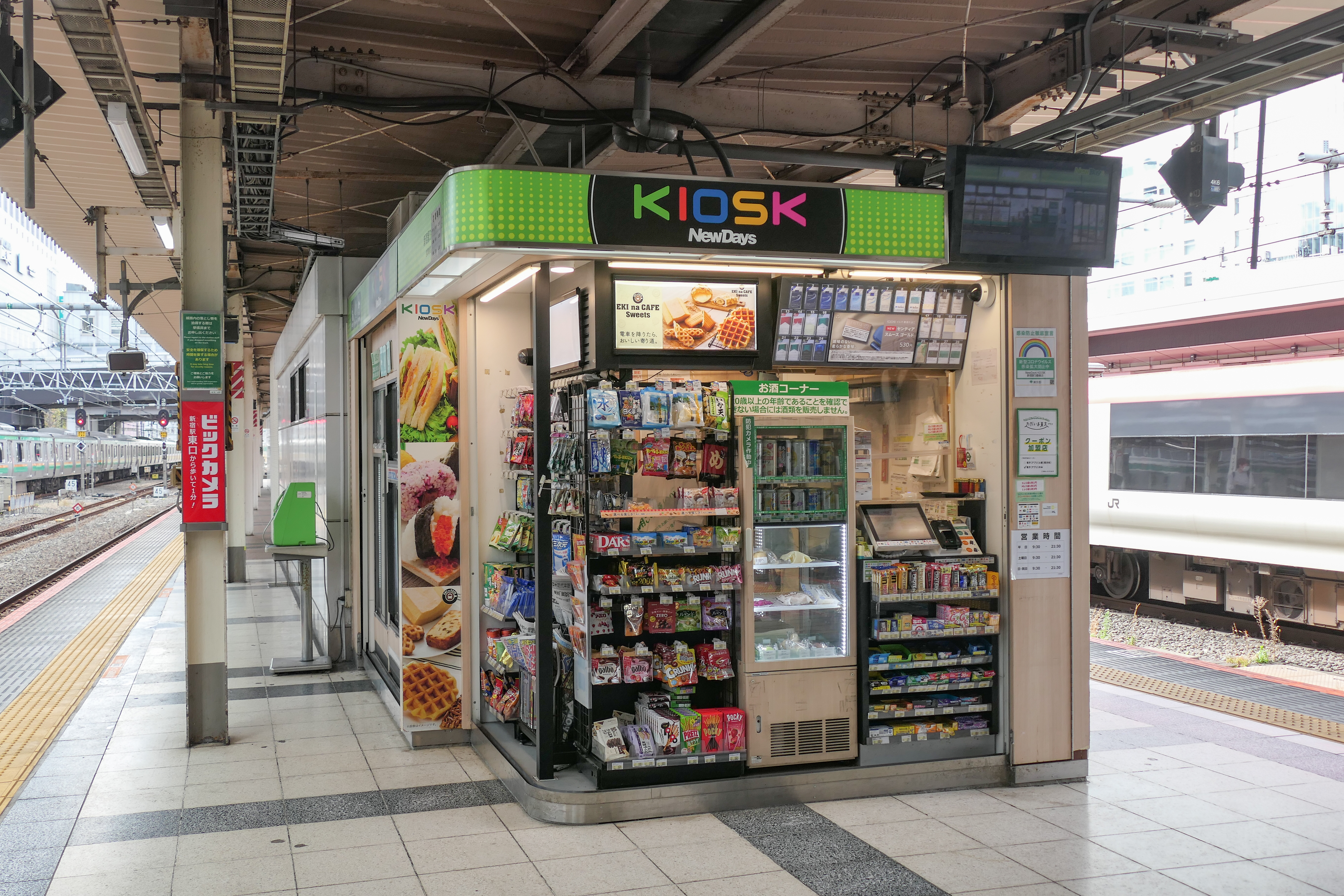
ホーム上のNewDays KIOSK（2023年 新宿駅）

### フランチャイズ
地域によってはNewDays店舗の至近距離にNewDaysやキオスクが配置されて、同一会社の類似・同一業態店舗にもかかわらず競合に近い状態にある駅が見られる。これは旧JCの多くが国鉄時代の物資部を源流とする物販会社を中心とするJR東日本の地域別会社が運営するエリアフランチャイズになっていたため。出店当時から同じJR東日本グループではあるが別会社の事業であったためまったく別個に展開されていた名残である。旧JC店舗の多くはJR-Crossの直営ではなく各地域別会社が運営していた。
双方が同一会社の店舗ブランドとなったり、キヨスク・キオスクからNewDaysへと転換して同一ブランドとなった後、関東地区の各地域別会社運営店舗は、2009年4月1日にJ-Retail（現JR-Cross）に移管した。
旧JCのエリアフランチャイズのうち、新潟県・長野県地区はNewDaysへの転換を待たず閉店している。新潟地区でトッキーが運営していたJCは既に全店舗廃業し、長野地区でも長野支社系列のしなのエンタープライズが運営していた正規のJCは閉店した。ただし、しなのエンタープライズがスーパーマーケット業態として独自に運営し、2011年以後はステーションビルMIDORI（しなのエンタープライズを吸収合併）が運営する「生鮮市場JC」では現在もJR東日本グループで唯一JCの名称とロゴが使用されている。

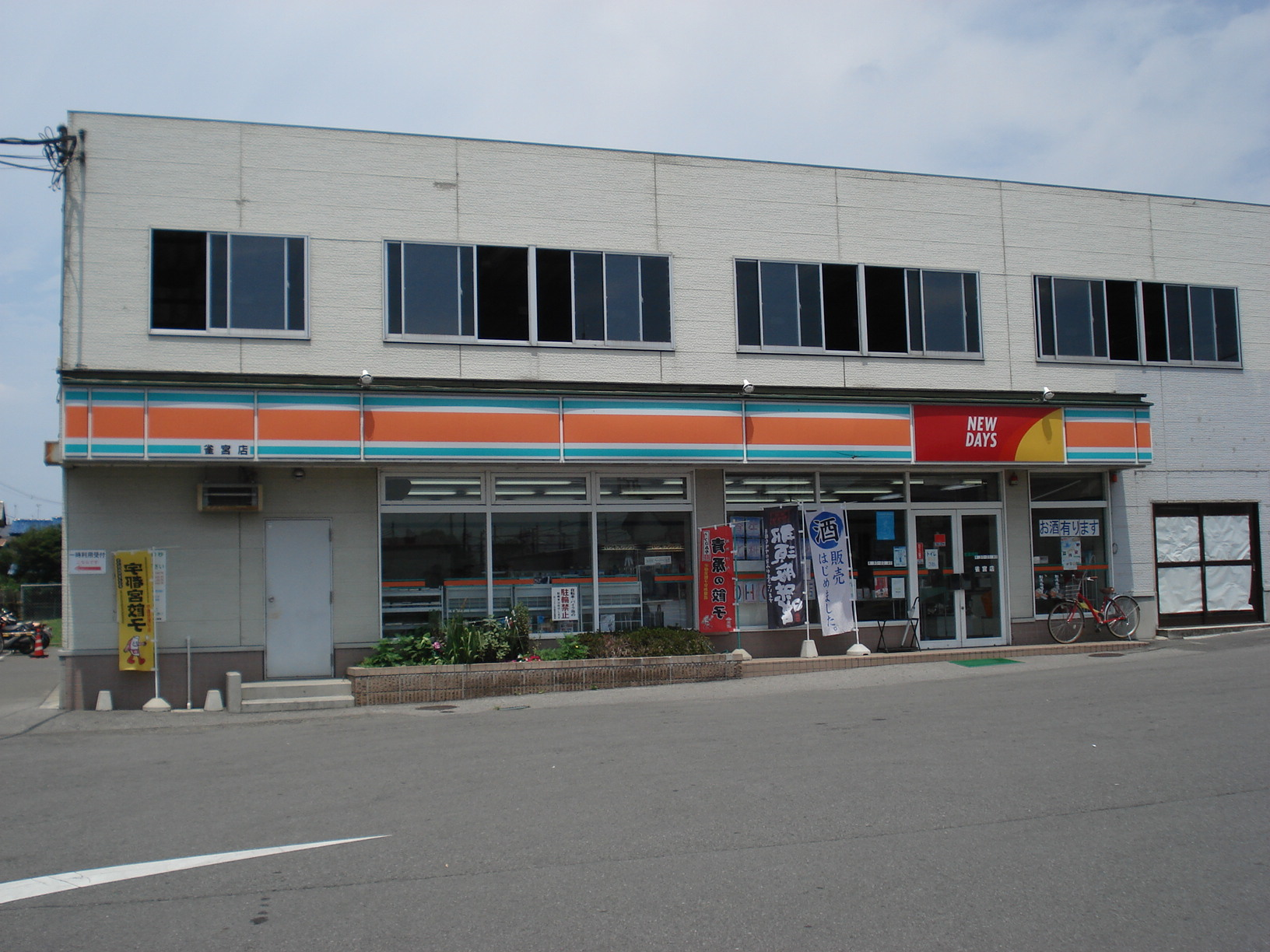
雀宮駅に存在したNEWDAYS（出入口ドア上以外の電光看板は旧JC時代のもの）
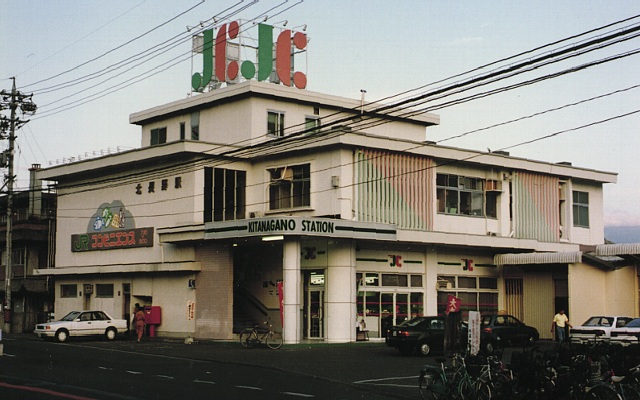
JCが併設されていた北長野駅の旧駅舎
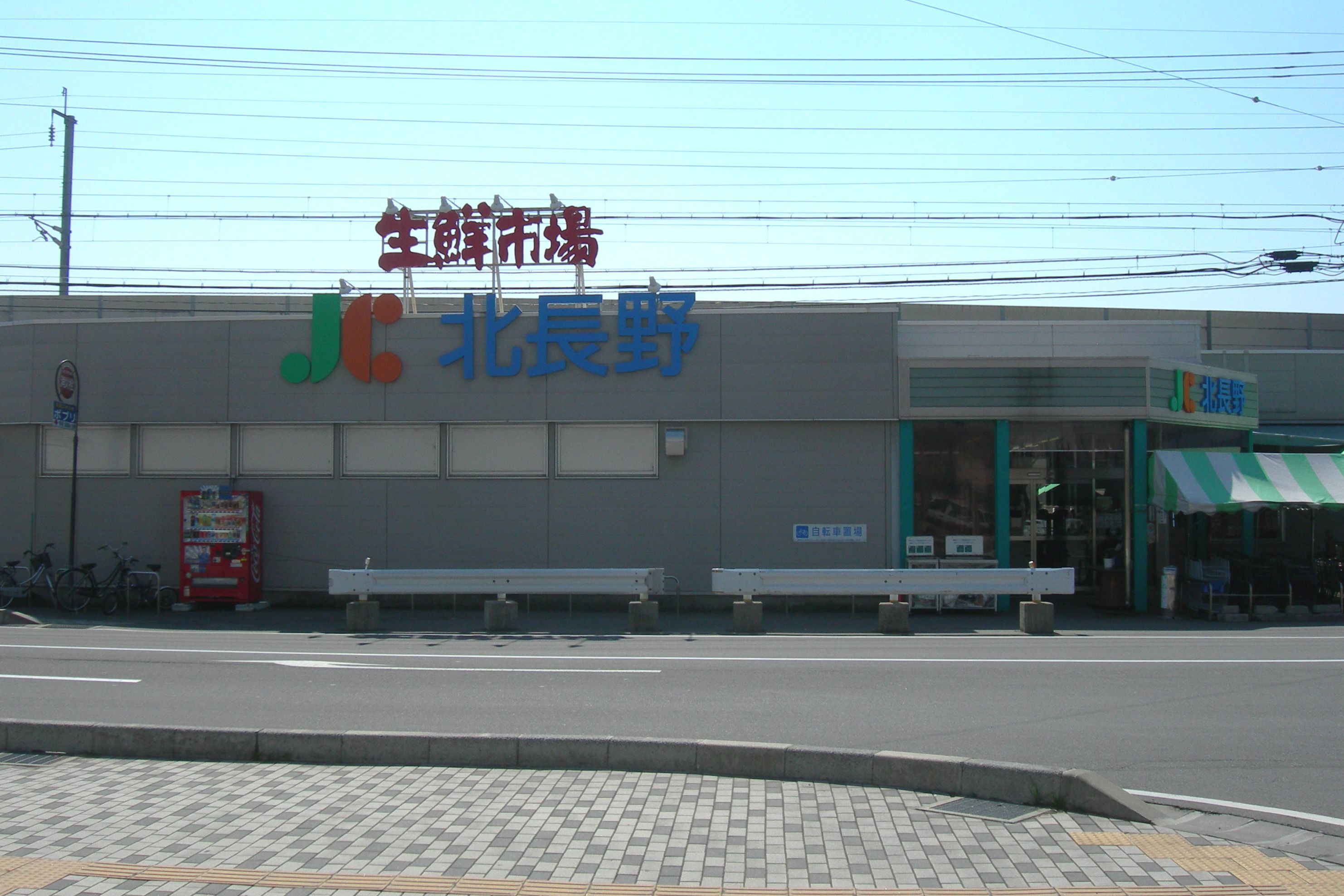
生鮮市場JC（2006年 北長野駅前）

## 歴史
- 1987年（昭和62年）4月 - 国鉄分割民営化に伴い、JR東日本関連事業本部が常磐線高萩・友部駅前にコンビニエンスストアタイプの店舗、「MEET」を開店する。以前より水鉄局管内の勝田・土浦・水戸・日立・藤代各駅構内には同名の売店が存在したが、いずれも店舗面積10平方メートルをものであった[7]。
- 1987年（昭和62年）6月4日 - 東日本キヨスク株式会社を創立。
- 1988年（昭和63年）9月20日[8] -  「通勤・通学の途中で、必要なモノを提供し、駅の利便性を高める」をコンセプトにJC一号店を品川駅に開店[9]。
- 1996年（平成8年）12月1日 - ジェイアール東日本コンビニエンス株式会社 (JC) を設立[10]。
- 1997年（平成9年）10月 - ミニコンビ1号店を飯田橋駅に開店。
- 2001年（平成13年）10月1日 - ジェイアール東日本コンビニエンス株式会社が運営する「JC」店と、東日本キヨスク株式会社が運営する「ミニコンビ」店及び、株式会社ジェイアール東日本商事のコンビニエンス部門を統合し「NEWDAYS」になる[11]。存続会社は東日本キヨスク株式会社[11]。
- 2005年（平成17年）
  - 12月1日 - 首都圏内289店舗でレジスタを使ってのSuicaへのチャージ（入金）が可能になる。
  - 12月26日 - 市中展開店舗として初めて上野駅不忍口向かいの中央通り高架下にNEWDAYS上野広小路が開店。
- 2006年（平成18年）11月14日 - Suicaエリア内でエコバッグキャンペーンを実施。
- 2007年（平成19年）7月1日 - 東日本キヨスク株式会社が、株式会社JR東日本リテールネットに社名変更。
- 2009年（平成21年）4月1日 - 関東地区の各JR東日本子会社が運営する店舗を、株式会社JR東日本リテールネットへ移管（東北地方・甲信越は変更無し）。
- 2014年（平成26年）
  - 4月1日 - 赤や黄色を基調にしたロゴを刷新し、緑色を基調にした新ロゴを使用した初の店舗を新宿駅東口改札外に開店[1]。以後、既存店舗も順次新ロゴに切り替わっている。この新ロゴより表記が「NewDays」となっている。従業員制服が一新される。
  - 10月1日 - カウンターコーヒー（いわゆるコンビニコーヒー）「EKI na CAFE」開始[12]。
- 2015年（平成27年）5月12日 - 「Eki Rich」として展開していたチルド菓子及び「Sweet Life」として展開していた半生菓子を「EKI na CAFE」に統合[13]。
- 2016年（平成28年）11月22日 - 店内導入のセルフレジモニターに、イメージキャラクターを務める芳根京子が登場（2017年（平成29年）3月31日まで）[14]。
- 2019年（令和元年）7月30日 - 武蔵境駅nonowa口に初のキャッシュレス決済専用の無人店舗『NewDays武蔵境nonowa口店』を開業。以降、一部のNewDays店舗をキャッシュレス決済専用無人店舗に転換している。
- 2020年（令和2年）10月13日 - 全国農業協同組合連合会（JA全農）と連携し、日本国内産食材を使ったおやつ、おつまみを販売する「にっぽん応援キャンペーン」開始（11月2日まで）[15]。
- 2021年（令和3年）4月1日 - JR東日本グループ再編成に伴い、JR東日本リテールネットからJR東日本クロスステーションに社名変更。
- 2024年（令和6年）6月25日 - 中野駅にJR東日本で初のみどりの窓口と一体化したNewDaysの新業態「NAKANO  stand」が開業。

## 特色
- Suica電子マネー（相互利用可能なJR各社、および他社局のIC乗車カードでも）による購入（支払）可能（原則Suica導入地区のみ。ただし一部の店舗ではSuicaエリア外でも使用可能）さらにJR東日本クロスステーション運営の店舗ではチャージも可能）。
- 2017年12月からクレジットカードの利用が可能になっている、ただし一部の駅ビル内店舗は駅ビルのPOS端末を併設することで利用可能であった。
- 2020年10月頃から、順次Suica電子マネーに加えて、QUICPay、iD、nanaco、楽天Edy、WAONの利用が可能になった。
- 一部店舗を除きえきねっとの@stationによる商品受け渡しが可能。
- 一部の店舗では、ヤマト運輸による発送サービスや、ヤマト運輸の荷物の受け取りサービスを行なっている。
- 一部の店舗では、下記のいずれかのATMを設置している。
  - イーネット
  - みずほMMK⇒現在はMMKの機能を除いた通帳利用不可のカード式ATMに入替済。管轄店も平塚駅⇒平塚支店のように最寄りの支店となっている。10万円を限度として現金振込が可能で、みずほ銀行の店舗検索にも設置店舗として表示される。
- 東京臨海高速鉄道 (TWR) りんかい線、千葉都市モノレールなどの第三セクター鉄道事業者の駅構内にも進出している。JR東日本はTWRに出資している。えちごトキめき鉄道など、JR東日本の路線から第三セクターに転換した路線の駅でも転換後も営業を継続しているところもある。
- 運営会社やJR東日本管内のキオスクを転換している経緯から駅構内に出店している事例が多いが、駅構内以外でもJR東京総合病院（東京都渋谷区）やJR目黒MARCビル（東京都品川区）などのJR東日本の関連施設、教育施設「モード学園コクーンタワー」（東京都新宿区。学校法人日本教育財団運営）やアウトレットモール「THE OUTLETS SHONAN HIRATSUKA」（神奈川県平塚市。イオンモール運営）などに出店している[16][17][18]。
- セルフレジを積極的に導入し、2016年1月時点で総店舗数の約3割に当たる152店舗で利用可能である[19]。決済手段はSuicaに限られることが多いが、一部の店舗ではクレジットカードや現金にも対応している。
  - 先述のように一部店舗では有人レジが設置されず、現金が利用できないキャッシュレス専用無人店舗となっている事がある。これらの店舗では年齢確認の必要なたばこ・酒類の販売は行っていないほか、収納代行サービスも受付していない。無人店舗と謳っているが、商品補充は店舗スタッフが行う。
- 2017年12月にスクウェア・エニックスのマンガアプリ『マンガUP!』で、タイアップ作品『異世界コンビニNewDays』の連載を開始した[20]（2018年8月連載終了）。NewDaysの店頭に置かれた大型デジタルサイネージ「NewDaysビジョン」でも4コマ編を放映していた[20]。
- 収納代行は、大手チェーンのコンビニエンスストアとは異なり、しんきん情報サービスのスキームを利用したしんきんMMKでの取扱となる（このため、手数料が支払者負担となる場合の手数料体系は、イオングループやツルハ、CGCグループなどと同様のものとなっている）。他チェーンでは、ポプラなどでも見られる形式である。

## NewDaysビジョン
NewDaysビジョンは、JR東日本のエキナカに設置されたデジタルサイネージで、駅で横型の映像と音声を活用して広告を放映するサービスである。2023年3月1日時点で、108駅・243面に設置されており、首都圏最大級のネットワークサイネージとなっている。NewDaysビジョンは、時間帯別や日別に放映内容を変更することができ、ニュースや天気などの情報コンテンツも放映している。NewDaysビジョンは、エキナカの好立地にあるNewDaysやKIOSKの店舗に設置されており、通行する人の注意を惹きつけることができる。NewDaysビジョンは、駅で横型&音声活用ができる貴重な広告媒体であると言える。

## 広告活動

### CM
- NewDaysビジョン[22]
- NewDays公式YouTubeチャンネル[22]
- トレインチャンネル【中央快速・京浜東北・京葉・埼京・横浜・南武・常磐（E233系）・総武各停（E231系）等】[22]

### イメージキャラクター
公式サイト内を参照。※の付く人物はNewDaysのCM出演者。
- 芳根京子 ※（2015年11月 - 2022年3月31日）[23][22][24][25]
- 原愛音※（2022年8月23日 -）

## 関連項目

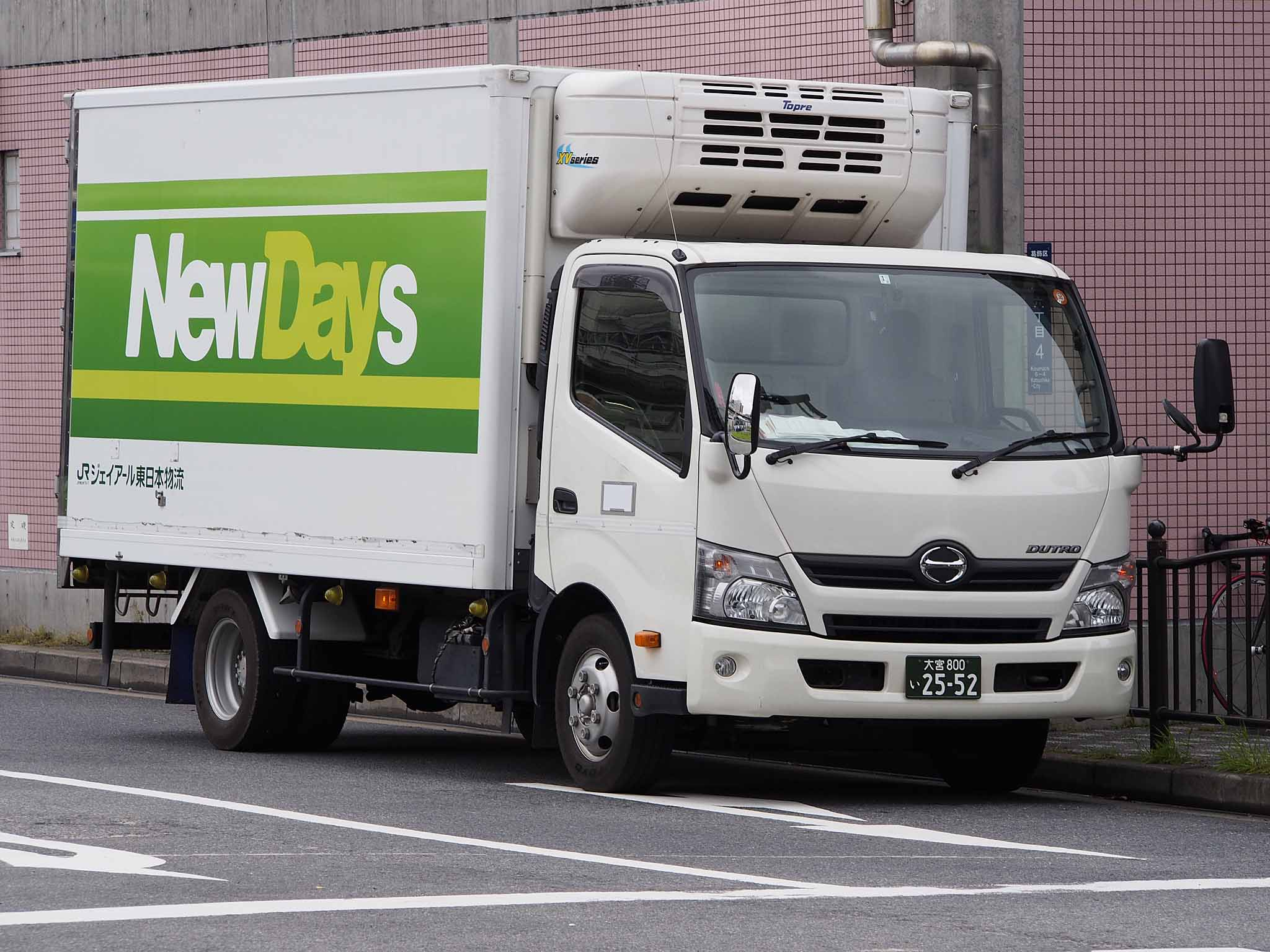
店舗に配送するジェイアール東日本物流のトラック